# 蒙古国天主教

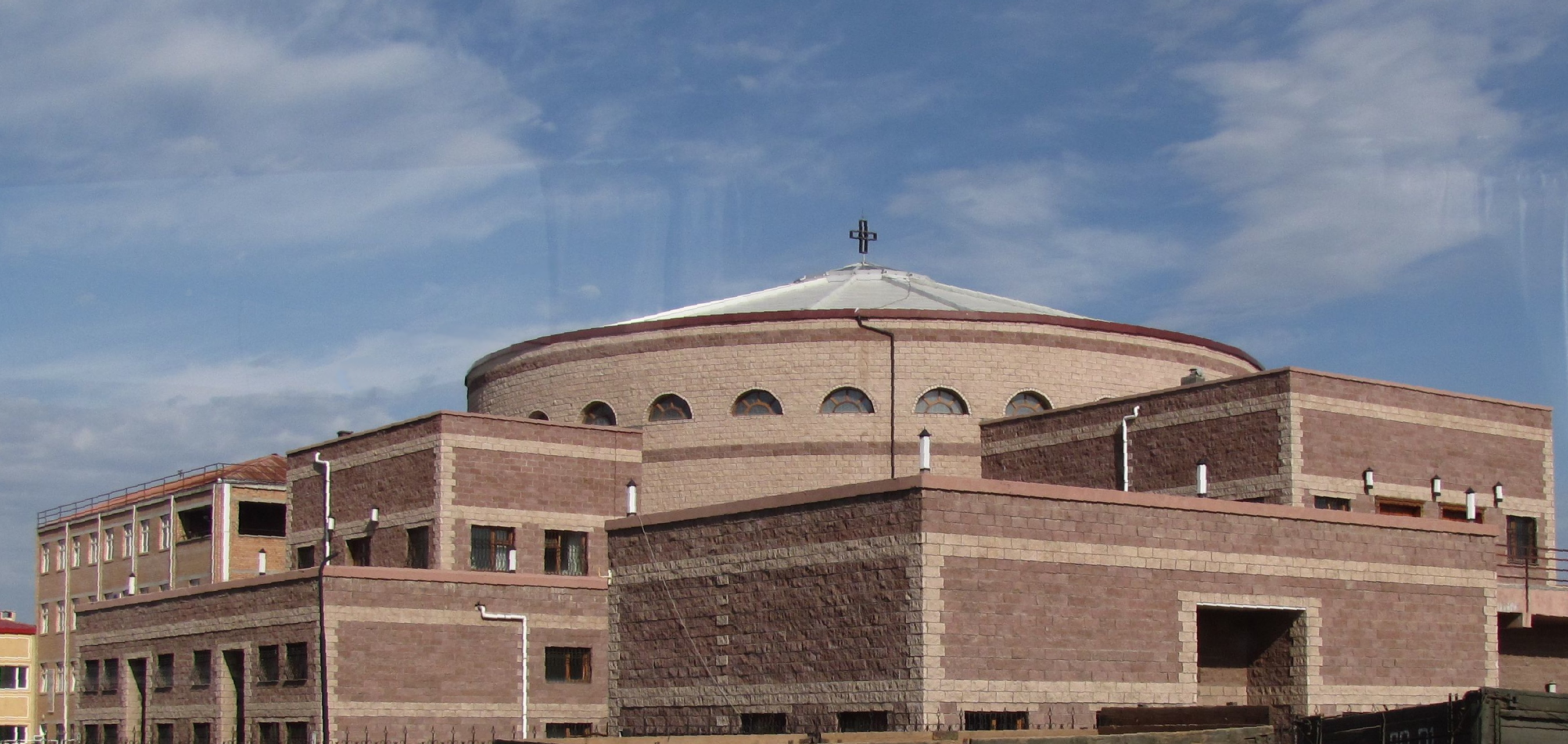
烏蘭巴托聖伯多祿聖保祿主教座堂

蒙古国天主教会是普世罗马天主教会的一部分，服从教宗和罗马教廷的精神指导。在该国仅有大约300名天主教徒，在首都乌兰巴托有3座教堂为其服务。 
13世纪，天主教在蒙古统治时期传入中国，后来被迫转入地下，直到19世纪中叶鸦片战争之后。1922年外蒙古建立了第一个教区，但不久蒙古建立了共产党政权，所有传教活动全部终止。
1991年蒙古国民主化以后，天主教传教士回到蒙古国，重建教堂。到2006年，已经有1个监牧区（天主教烏蘭巴托宗座監牧區），一名主教（主教座堂為烏蘭巴托聖伯多祿聖保祿主教座堂），3座教堂，1992年圣座和蒙古国建立了外交关系。若望保禄二世曾计划访问蒙古国，本笃十六世有望成为第一位访问蒙古的教宗。

## 历史
天主教在蒙古地区有悠久的历史根源。传教士如魯不魯乞和柏郎嘉宾（Giovanni da Pian del Carpine）在13和14世纪由于蒙古人的宗教宽容，得以进入这一地区。若望孟高维诺翻译了《新约》和《圣咏》，并在北京建立了中国第一个天主教会，担任第一位主教。1300年，天主教徒人数达到3万名。元朝灭亡后天主教在中国几乎消亡。到明朝后期著名的利玛窦又将天主教传入宫廷。清朝中叶时皇帝开始查禁天主教，所有传教士被迫转入地下，直到鸦片战争。1840年以前，蒙古属于北京教区管理。1840年，蒙古从北京教区分出，独自成立了蒙古代牧区。1883年，天主教在内蒙古地区从东到西分设了3个教区，1922年在外蒙古也成立了教区。 在共产党统治下，思想和宗教自由不被允许。

### 自治傳教團(1991-2003)
1992年新的《蒙古国宪法》保证宗教信仰自由，传教士们重新恢复了教会。圣母圣心会派遣神父Wenceslao Padilla, Gilbert Sales和Robert Goessens to accomplish this mission 一旦蒙古国和梵蒂冈建交。在他们到达之前，流亡者已经建立了新教教会。起初，没有传教士懂得蒙古语，没有当地人懂得英语，没有蒙古语日课经文。1996年，Wince Padilla神甫和150 parishioners were on 奉献了蒙古历史上第一座天主教堂。1997年，梵蒂冈向蒙古派出了首任教廷大使。新建的乌兰巴托圣伯多禄保禄主教座堂，圆形的外形，模仿传统的帐篷，粗毡外墙。

### 监牧区（2003年起）
2003年8月23日，Crescenzio Sepe枢机抵达，祝圣了Padilla神甫成为第一位蒙古主教，尽管当时该国还没有设立教区。若望保禄二世为未能亲自访问蒙古感到遗憾，他曾计划访问蒙古而成为第一位访问蒙古的教宗。2000年蒙古总统访问梵蒂冈时曾邀请他回访。。有54名来自各国的传教士帮助建立教会。2004年，出版了天主教《圣经》蒙古语译本和第一本蒙古语天主教教理问答和祈祷书。还需要制作蒙古语的天主教瞻礼单。共产主义衰落以后，众多的基督教传教士值得注意，天主教徒快速增长，从1991年没有一名信徒增加到超过300人，其中216名是蒙古当地人。
教会开办1所幼儿园、英文班、1所工业学校、施舍处、2个农场和1个关怀中心，照顾120名伤残儿童。教会提供的另一项服务是協助情緒管理，以帮助阻止家庭暴力。南怀义中心已经收容120名住在乌兰巴托下水道中的街童。由于基督徒在蒙古国人口中的比例非常低，圣诞节还没有被蒙古国列为法定假日。